# 매기 큐
매기 큐(Maggie Q, 1979년 5월 22일 ~ )는 미국의 배우 겸 모델이다. 본명은 마거릿 드니즈 퀴글리(Margaret Denise Quigley)이며, 중국어식 이름은 리메이치(중국어: 李美琪(Lǐ Měiqí))다. 홍콩에서 인기를 얻은 배우이다.

## 어린 시절
그녀는 하와이주 호놀룰루에서 태어났다. 그녀의 아버지는 폴란드, 프랑스계 캐나다, 아일랜드계 미국인이었으며 어머니는 베트남인이다. 두 사람은 그녀의 아버지가 베트남에 군대 배치를 받아 왔을 때 만나게 되었다. 매기는 부모님의 다섯 아이들 중 막내이다. 매기에게는 두 명의 친언니가 있고 어머니가 베트남에서 낳은 이부 형제가 둘 있다. 아직도 그녀는 가족들과 함께 하와이에 가기도 한다. 사실 그녀는 밀리라니(Mililani) 고등학교를 졸업하고 일본과 홍콩으로 패션모델을 하기 위해 떠났다. 1988년 그녀는 중국어로 방연된 텔레비전 시리즈물에서 첫 역할을 맡게 되었다.

## 경력
상대적으로 미국 시청자들에게는 친근하지 않은 그녀였지만 이미 홍콩과 동아시아 일부 지역에서는 유명세를 타고 있었다. 그녀가 중국인 태생이 아니기 때문에 그녀가 출연한 대다수의 영화가 영어로 되어있어 광둥어나 관화로 더빙돼 나와 있다. 하지만 그녀는 광둥어와 관화 수업을 아시아에 있는 동안 꾸준히 들어왔다고 고백하기도 했다. 그녀의 배우 인생에 있어 절대적인 기회가 되었던 영화는 홍콩 액션 스릴러물이었던 영화 젠 엑스 캅(Gen X Cop 2)와 네이키드 웨폰(Naked Weapon)이었다. 그녀는 섹시하면서도 약한 면을 지닌 무술 암살자 샬린 칭(Charlene Ching) 역할을 맡았다.
최근에 그녀는 톰 크루즈와 함께 미션 임파서블 3에 캐스팅되면서 그녀가 맡았던 할리우드 역들 중에서도 단연 최고의 역할에 오르게 되었다. 이 영화에서 그녀는 젠 역할을 맡았으며 IMF 특수 비밀 요원 중 유일한 여성이기도 했다. 한편 2007년에는 영화 다이 하드 4.0에서 컴퓨터 해킹 전문가 중 하나로 출연하기도 했다. 2007년 8월 29일, 미국 전역에 영화 분노의 핑퐁이 개봉하였으며 매기는 탁구 일인자였던 삼촌인 왕 - (제임스 홍 : James Hong 분)-의 조카 역으로 출연하였다.

## 채식주의자
채식주의자이기도 한 매기는 2007년 동물권 보호 단체 PETA와 채식주의 홍보를 위한 누드 광고를 찍어 화제가 되기도 하였다.

## 출연작 목록

### 영화
| 연도 | 제목                            | 원제                            | 배역            | 비고       |
| ---- | ------------------------------- | ------------------------------- | --------------- | ---------- |
| 2000 | 귀명모                          | 鬼名模                          | 애나            |            |
| 2000 | 젠 엑스 캅 2 : 젠 와이 캅       | 特警新人類2                     | 제인 퀴글리     |            |
| 2001 | 맨해튼 미드나이트               | Manhattan Midnight              | 수전 / 호프     |            |
| 2001 | 러시 아워 2                     | Rush Hour 2                     | 차 안 여자      |            |
| 2002 | 네이키드 웨폰 : 적나특공        | 赤裸特工                        | 샬린 칭         |            |
| 2003 | 일옥량화                        | 一屋兩火                        | 미스 클레리     |            |
| 2004 | 마환주방                        | 魔幻厨房                        | 메이            |            |
| 2004 | 80일간의 세계일주               | Around the World in 80 Days     | 여성 요원       |            |
| 2004 | 하이난 치킨 라이스              | 海南雞飯                        | 지지            |            |
| 2005 | 테이프드                        | Taped                           | 매기            | 단편       |
| 2005 | 맹룡                            | 猛龍                            | 살수            |            |
| 2005 | 조화의 집                       | Das Haus der Harmonie           | 하모니          | TV 영화    |
| 2006 | 미션 임파서블 3                 | Mission: Impossible III         | 젠 레이         |            |
| 2007 | 카운팅 하우스                   | The Counting House              | 제이드          |            |
| 2007 | 다이하드 4.0                    | Live Free or Die Hard           | 마이 린         |            |
| 2007 | 분노의 핑퐁                     | Balls of Fury                   | 매기 웡         |            |
| 2008 | 삼국지: 용의 부활               | 三國之見龍卸甲                  | 조영            |            |
| 2008 | 더 클럽                         | Deception                       | 티나            |            |
| 2008 | 뉴욕, 아이 러브 유              | New York, I Love You            | 재니스 테일러   |            |
| 2009 | 랑재기                          | 狼灾记                          | 하란 여인       |            |
| 2010 | 비밀작전                        | Operation: Endgame              | 하이 프리스티스 |            |
| 2010 | 킹 오브 파이터                  | The King of Fighters            | 마이 시라누이   |            |
| 2011 | 프리스트                        | Priest                          | 프리스티스      |            |
| 2014 | 다이버전트                      | Divergent                       | 토리 우         |            |
| 2014 | 유니티                          | Unity                           | 내레이션        | 다큐멘터리 |
| 2015 | 인서전트                        | The Divergent Series: Insurgent | 토리 우         |            |
| 2016 | 다이버전트 시리즈: 얼리전트     | The Divergent Series: Allegiant | 토리 우         |            |
| 2017 | 제킬 아일랜드                   | The Crash                       | 힐러리          |            |
| 2017 | 무서운 꿈                       | Slumber                         | 앨리스 아널즈   |            |
| 2018 | 크리미널 게임: 보석 사기단      | The Con Is On                   | 이리나 솔로코프 |            |
| 2018 | 작은 영웅: 게와 달걀과 투명인간 | Modest Heroes                   | 엄마            | 애니메이션 |
| 2016 | 판타지 아일랜드                 | Fantasy Island                  | 그웬 올슨       |            |
| 2016 | 아규먼트                        | The Argument                    | 세라            |            |
| 2016 | 데스 오브 미                    | Death of Me                     | 크리스틴        |            |
| 2021 | 킬링 카인드: 킬러의 수제자      | The Protégé                     | 애나 더튼       |            |
| 미정 | 피어 더 나이트                  | Fear the Night                  | 테스            |            |

### 텔레비전 드라마
| 연도    | 제목        | 원제                | 배역                      | 비고       |
| ------- | ----------- | ------------------- | ------------------------- | ---------- |
| 2002    | 웅심밀령    | 雄心密令            | 영란                      |            |
| 2010-13 | 니키타      | Nikita              | 니키타 미어스             | 주연       |
| 2012-19 | 영 저스티스 | Young Justice       | 원더우먼                  | 애니메이션 |
| 2013    | 스토커      | Stalker             | 베스 데이비스 / 미셸 웨버 |            |
| 2016-19 | 지정생존자  | Designated Survivor | 헤나 웰스                 |            |
| 2022    | 피보팅      | Pivoting            | 세라                      | 주연       |